# 方逢辰
方逢辰（1221年—1291年），初名梦魁，字君锡，号蛟峰，学者称蛟峰先生。严州淳安（今浙江淳安）人。
方镕之子。宋寧宗嘉定十四年（1221年）生，自幼隨父習字學文，後就學於石峡书院，读书常通宵达旦，右腳跛，左眼有疾。淳祐十年（1250年）庚戌科状元。官至吏部侍郞。开庆元年（1259年），召为著作郎，次年兼权尚书左郎官，不久因得罪权相贾似道而罢官。德祐初年，拜禮部尚書，未及赴任，宋已亡國。学者称蛟峰先生。元世祖至元二十八年（1291年）卒。作品多散佚，其後世方淵辑为《蛟峰先生文集》八卷。有弟方逢振。